# Ryūichi Sakamoto
Pour les articles homonymes, voir Sakamoto.
Ryūichi Sakamoto (坂本 龍一, Sakamoto Ryūichi), né le 17 janvier 1952 à Tokyo et mort le 28 mars 2023 dans la même ville, est un musicien, compositeur, producteur de musique et acteur japonais.
Connu initialement pour avoir fait partie du groupe de musique électronique Yellow Magic Orchestra (YMO), il devient célèbre internationalement pour la composition de ses musiques de films, notamment celles de Furyo et du Dernier Empereur, qui lui valent respectivement un BAFTA en 1984 et un Oscar en 1988.

## Carrière

### Enfance et jeunesse
Fils d'un célèbre éditeur (Kazuki Sakamoto), Sakamoto a commencé très tôt le piano et la composition. Il est inspiré à la fois par la musique impressionniste, notamment celle de Claude Debussy, et par le pop rock des Beatles et des Rolling Stones en vogue à l'époque. Il suit des cours à l'Université des beaux-arts et de musique de Tokyo où il étudie la composition ainsi que la musique électronique et ethnique. Il se spécialise dans l'ethnomusicologie marquant son intérêt pour les musiques du monde et tout particulièrement la musique d'Okinawa, la musique indienne et africaine.
Il s'intéresse aussi à l'essor de la musique électronique via les synthétiseurs Buchla, Moog, et ARP disponibles à l'université.
Il publie en 1975 un premier album en collaboration avec le percussionniste Tsuchitori Toshiyuki Disappointment-Hateruma. À la fin des années 1970, il travaille comme claviériste pour plusieurs autres musiciens, s'occupe de l'arrangement des premiers albums de Taeko Ōnuki avant de collaborer avec Haruomi Hosono, proposant des compositions pour les albums Paraiso et Pacific.
Le premier album solo de Sakamoto, co-réalisé avec Hideki Matsutake et Hosono, Thousand Knives est enregistré entre avril et juillet 1978. L'album expérimente plusieurs styles de musiques comme la musique électronique sur les morceaux Thousand Knives et The End of Asia où celle-ci est fusionnée avec de la musique japonaise traditionnelle ou la musique minimaliste sur le morceau Grasshoppers. Une nouvelle version de Thousand Knives sortira sur l'album de 1981 de Yellow Magic Orchestra, BGM.

### Yellow Magic Orchestra (YMO)
À la même époque, Sakamoto co-fonde le trio japonais Yellow Magic Orchestra (YMO, synth-rock/synth, J-Pop), avec Haruomi Hosono et Yukihiro Takahashi. Leur musique, beaucoup influencée par Kraftwerk, aura un rôle pionnier dans l'essor de l'electropop, de la synthpop, de la musique dite cyberpunk de l'ambient house, de l'electronica, et influencera d'autres genres comme la musique hip hop la techno ou l'acid house. Le groupe connaîtra un immense succès au Japon et fera parler de lui à l'international, notamment pour le single Computer Game/Firecracker qui finira dans le Top 20 britannique au début des années 1980.
Au sein du groupe, Sakamoto compose un certain nombre de hits comme Tong Poo (1978), Technopolis (1979), Nice Age (1980), Ongaku (1983) et You've Got to Help Yourself (1983) tout en jouant du clavier sur la plupart des autres morceaux. On peut l'entendre chanter sur certaines chansons comme Kimi ni mune kyun. Officiellement mis en pause en 1983, le groupe ressortira un nouvel album dix ans plus tard nommé Technodon.

### Carrière solo
En 1980, pendant sa carrière au sein de YMO, Sakamoto sort l'album B-2 Unit. L'album, parmi les plus nerveux de la carrière du musicien, contient le morceau Riot in Lagos qui sera une influence significative dans le développement de la musique electro et du hip hop, notamment par Afrika Bambaataa,,. La sortie de ce morceau sera citée en 2011 par le journal The Guardian comme l'un des cinquante événements clés de l'histoire de la dance music. Pour certaines pistes de l'album, Sakamoto travaille avec le producteur anglais de reggae Dennis Bovell et incorpore des éléments issus de l'afrobeat et du dub.
La même année, tout en participant à YMO, Sakamoto sort War Head/Lexington Queen, un disque expérimental de synthpop et collabore avec Kiyoshiro Imawano sur le titre Ikenai Rouge Magic, qui se placera en numéro un dans le top Oricon des singles. Il entama aussi une collaboration avec le musicien britannique David Sylvian en co-écrivant et en jouant sur le morceau Taking Islands In Africa de son groupe Japan. L'année suivante, Sakamoto collabore avec les guitaristes Adrian Belew et Robin Scott pour un album nommé Left-Handed Dream. Après la séparation du groupe Japan, Sakamoto continuera à collaborer aux productions de Sylvian, notamment sur le titre Bamboo House en 1982.
Après la mise en pause de Yellow Magic Orchestra, Sakamoto continue de collaborer avec David Sylvian sur plusieurs de ses albums.
En 1983, Sakamoto joue un rôle majeur dans le film Furyo, dont il compose la bande originale. Il demande à Sylvian de chanter dans le thème du film, le morceau Forbidden Colours, qui remportera un grand succès à l'international. Dans une interview, Sakamoto raconte son expérience de cinéma, expliquant qu'il a passé beaucoup de temps avec David Bowie, alors acteur principal du film, sans jamais avoir osé lui demander de l'aider pour la bande sonore du film, considérant que cela risquerait de déconcentrer Bowie de son jeu d'acteur.
Durant le reste des années 1980, Sakamoto sort de nombreuses bande originales de films, mais aussi des albums solos. Si ses premiers albums restent dans le style de YMO, avec une utilisation importante de synthétiseurs et de sampleurs (Illustrated musical encyclopedia ou Futurista), sa musique évolue avec un recours de plus en plus fréquent à des instruments acoustiques comme des sons de violons, de Sanshin, de guitare acoustique, de erhu. Celui-ci fait aussi appel à des chanteuses de musique traditionnelle d'Okinawa. Il publie aussi deux albums de musique médiévale avec le groupe Danceries.
En 1988, Sakamoto se lance dans une série de concerts où sont jouées en live les musiques de ses films, notamment Furyo et Le Dernier Empereur. Avec l'album Beauty, de 1989, Sakamoto propose de nombreux morceaux mélangeant la musique traditionnelle japonaise et la pop moderne, avec des collaborations de Jill Jones, Robert Wyatt, Brian Wilson, Youssou N'Dour et Robbie Robertson. Sakamoto alterne entre l'exploration de style musicaux différents et la création d'albums à thèmes.
Durant cette période, Sakamoto travaille également avec David Sylvian, David Byrne, Thomas Dolby, Nam June Paik ou Iggy Pop.

### Années 1990
Au début des années 1990, Sakamoto se tourne vers de nouveaux genres de musique comme le rap et la house music. Sur les albums Heartbeat (1991) et Sweet Revenge (1994), celui-ci collabore avec des artistes comme Roddy Frame, Dee Dee Brave, Marco Prince, Arto Lindsay, Youssou N'Dour, David Sylvian et Ingrid Chavez. Celui-ci continue aussi de composer de la musique classique, notamment pour la bande originale du film Un thé au Sahara. En 1994, la Fédération japonaise de football demande à Ryūichi Sakamoto de composer un hymne, nommé "Japanese Soccer Anthem" qu'il diffusent au début de chaque événements sponsorisés,.
En 1995, sur l'album Smoochy, celui-ci s'aventure sur le terrain de la bossa nova et des rythmes latins. En 1996, dans l'album 1996, il reprend des morceaux de son répertoire pour ne garder que trois instruments : piano, violon, violoncelle. Un travail qu'il prolongera avec l'album BTTB (acronyme de Back to the Basic), où il reprend d'autres morceaux et les arrange pour le piano et la guimbarde. Le single qui en découle, Energy Flow, atteint alors le sommet de classement des singles japonais (Oricon chart) en mai et juin 1999.
En décembre 1996, Sakamoto compose une pièce orchestrale nommée "Untitled 01" qu'il sort en 1998 sur l'album Discord et qu'il divise en quatre parties : "Grief", "Anger", "Prayer" et "Salvation".Dans le prolongement de cette sortie, le label Ninja Tune sort l'album Prayer/Salvation Remixes dans laquelle des artistes d'electronica comme Ashley Beedle et Andrea Parker remixent les parties "Prayer" et "Salvation" de l'album Discord. L'album Discord sera joué en live lors de neuf performances avec le guitariste David Torn et l'artiste DJ Spooky.
La même année, l'ethnomusicologue italien Massimo Milano publie Ryuichi Sakamoto. Conversazioni, un livre d'entretien avec Sakamoto. En 1999, Sakamoto sort son opéra intitulé LIFE en collaboration avec Shiro Takatani (direction visuelle). Pour ce projet ambitieux qui traite de la symbiose, il fait participer plus de 100 artistes dont Pina Bausch, Bernardo Bertolucci, José Carreras, le dalaï-lama et Salman Rushdie.

### Années 2000
En 2001, il compose un nouveau trio, M²S, avec Jaques Morelenbaum (violoncelle) et sa femme Paula Morelenbaum (chant) pour produire deux albums dédiés aux chefs-d'œuvre du compositeur de la bossa nova Antônio Carlos Jobim. Le premier Casa est enregistré principalement dans le studio de Jobim à Rio de Janeiro, Sakamoto jouant sur le piano du compositeur brésilien,. L'album est bien reçu et est inclus par le journaliste Ben Ratliff sur la liste des meilleurs albums de 2002 du The New York Times. Le projet est suivi d'un album live Live in Tokyo[source secondaire souhaitée] et d'un second album A Day in New York en 2003,. Sakamoto et le couple Morelenbaum participent aussi à l'album No More Landmine, un album caritatif au profit de la lutte pour l'interdiction des mines anti-personnelles. Le trio compose le morceau Zero Landmine avec la participation de David Sylvian, Brian Eno et DJ Krush,,.
En 2002, il collabore avec Alva Noto (un des avatars de Carsten Nicolai) pour sortir l'album Vrioon. Sakamoto joue du piano et sa musique est retraitée par Nicolai qui y ajoute des manipulations numériques et des bruitages. Sorti sur le label allemand Raster-Noton, il est élu album de l'année par le magazine anglais The Wire,. S'ensuivent plusieurs albums du duo Nicolai et Sakamoto : Insen (2005), Utp (2008) avec le Modern Ensemble et Summvs (2011).
En 2005, l'entreprise de téléphone portable suédoise Nokia demande à Ryūichi Sakamoto de composer les musiques pour les sonneries de leur téléphone Nokia 8800. Après avoir rejoint Haruomi Hosono et Yukihiro Takahashi sur le projet Human Audio Sponge vers 2004, ils reforment le Yellow Magic Orchestra en 2007 et sortent le single Rescue accompagné d'un remix de leur tube de 1979 Rydeen. Ils redonnent quelques concerts jusqu'en 2012,,.
En juillet 2009 il est fait Officier de l'Ordre des Arts et des Lettres à l'ambassade française de Tokyo.

### Années 2010
Durant une grande partie des années 2000, Sakamoto collabore avec le créateur visuel Shiro Takatani notamment pour ses installations comme LIFE – fluid, invisible, inaudible... (de 2007–2013), puis collapsed et silence spins, au musée des arts contemporains de Tokyo en 2012 et à la biennale de Sharjah en 2013. Il compose une musique pour LIFE-WELL une exposition de 2013 et 2014 qui s'accompagne d'une performance de l'acteur nô/kyōgen Mansai Nomura, et sonorise une dernière performance de Shiro Takatani, ST/LL en 2015,.
En 2013, Sakamoto est membre du jury de la 70e édition de la Mostra de Venise sous la présidence de Bernardo Bertolucci,.
En 2014, Sakamoto devient le premier directeur artistique invité du festival artistique international de Sapporo. Toutefois, le 10 juillet on lui diagnostique un cancer de la gorge qui le force à suspendre des activités. Le 3 août 2015, Sakamoto donne de ses nouvelles sur son site Internet et explique qu'il est en grande forme et qu'il reprend le travail. Il compose avec Alva Noto la bande sonore du film The Revenant d'Alejandro González Iñárritu pour lequel il reçoit une nomination aux Golden Globes,.
Le 29 mars 2017 Sakamoto sort son nouvel album async sur le label Milan Records, En février 2018, il fait partie du jury de la 68e édition du festival du film de Berlin,,,,,.
Le 14 juin 2018, la vie et le travail de Sakamoto est consacré par un film documentaire de Stephen Nomura Schible intitulé Coda, qui suit sa vie depuis le moment où il récupère de son cancer et se penche sur son travail de création de morceaux portant sur l'accident nucléaire de Fukushima,.

### Années 2020
En 2021, il est artiste associé au Holland Festival à Amsterdam, où il présente la première mondiale de TIME, sa dernière collaboration avec l’artiste visuel Shiro Takatani. Cet " opéra sans paroles ", qui met en scène le danseur et acteur Min Tanaka et la joueuse de shô Mayumi Miyata, s'inspire du premier récit du recueil de nouvelles Dix nuits, dix rêves de Soseki Natsume
En 2022, il participe à la création de la nouvelle installation du collectif Japonais Dumb Type, 2022, en tant que nouveau membre, pour le Pavillon Japonais à la 59e exposition internationale d'art - La Biennale di Venezia
La même année, Sakamoto collabore avec un jeune violioniste ukrainien, Illia Bodarenko pour créer le morceau Piece for Illia pour la compilation Ukraine (volume 2) au profit des victimes de l'invasion de l'Ukraine par la Russie de 2022, Au début de l'année 2023, il sort l'album 12, dans lequel chaque titre correspond au jour lors duquel il a été enregistré. Le magazine The Quietus y voit « un portrait sonore franc et diaristique ».

## Carrière dans le cinéma
On doit à Sakamoto la composition d'une quarantaine de musiques de films. C'est en 1984 que son nom commence à avoir une renommée internationale avec ses compositions pour le film Furyo, pour lequel il reçoit le BAFTA de la meilleure musique de film en 1984, puis Le Dernier Empereur, pour lequel il obtient l'Oscar de la meilleure musique de film en 1988. Dans Furyo, il tient par ailleurs l'un des rôles principaux, celui d'un capitaine japonais qui, durant la Seconde Guerre mondiale, entretient une relation ambigüe avec un major britannique joué par David Bowie,,. Il tient aussi un rôle secondaire dans le film Le Dernier Empereur pour lequel il signe aussi la bande originale. Ne se jugeant « pas très bon » comédien, Sakamoto préfère cependant ne pas poursuivre dans cette voie.
Après le succès de la bande originale de Furyo, il compose pour des films occidentaux et japonais, dont Un thé au Sahara (The Sheltering Sky) de Bernardo Bertolucci, Talons aiguilles de Pedro Almodóvar, Snake Eyes et Femme Fatale de Brian De Palma, Tabou de Nagisa Oshima, Soie de François Girard ou The Revenant d'Alejandro González Iñárritu,. En plus de la composition de bandes originales, certains de ses morceaux, créés à l'origine pour ses albums solos ont été réutilisés dans des bandes originales de film, comme Chinsagu no hana (issu de l'album Beauty et réutilisé dans le film Japanese Story) ou Bibo no aozora (issu de l'album 1996 et réutilisé dans le film Babel),,. En 1992, il reçoit la commande de composer et de diriger le thème de la cérémonie d'ouverture des Jeux olympiques d'été de 1992 de Barcelone Mar Mediterraneo.

## Prises de position
Le Monde le décrit comme « l'une des rares célébrités japonaises engagées politiquement ».
Sakamoto est critique envers les lois du copyright et explique, en 2009, qu'il les estime désuètes à l'ère de l'information.
Militant anti-guerre, il déplore, après les attentats du 11 septembre 2001, une situation « créée par l’attitude hégémonique des États-Unis ». Il s'oppose à l'invasion de l'Irak par les États-Unis en 2003. En 2017, sa musique illustre un court-métrage rendant hommage aux réfugiés rohingyas, People Who Crossed River Naf et en 2022 il livre une composition pour une compilation dont les recettes seront versées aux victimes de l'invasion de l'Ukraine par la Russie de 2022.
En 2007, il crée More Trees, une organisation non gouvernementale de gestion durable des forêts au Japon, aux Philippines et en Indonésie. Il est un fervent défenseur de l'environnement et l'une des figures de la lutte contre le nucléaire au Japon après la catastrophe de Fukushima en 2011. Il prend la direction musicale de l'Orchestre des jeunes du Tohoku, formé par des enfants affectés par le drame, et multiplie les actions contre le nucléaire. En 2012, il organise un concert géant près de Tokyo avec le groupe allemand Kraftwerk, , déclarant « Je veux être un citoyen du monde, cela peut sonner très hippie mais j'aime ça ».
En 2015 Sakamoto apporte son soutien aux manifestations contre le déménagement de la base américaine de Futenma dans la baie d'Ōmura au côté de personnalités comme Hayao Miyazaki, Oliver Stone ou Kenzaburō Ōe. Il sort une version du single de 2004 Undercooled dont les profits sont reversés à la lutte contre la relocalisation de la base. Peu de temps avant sa mort, en mars 2023, il envoie une lettre au gouverneur de Tokyo Yuriko Koike afin de l'appeler à suspendre le projet de construction dans le district de Jingūmae qui menace l'écosystème local.

## Vie privée
En 1982 Sakamoto se marie avec Akiko Yano, pianiste et chanteuse japonaise. Il travaille sur certains de ses enregistrements tandis qu'elle participe aux prestations live du groupe Yellow Magic Orchestra. Ils divorcent en août 2006. Il aura de cette relation une fille qui deviendra la chanteuse de j-pop Miu Sakamoto. Après son divorce, il épouse sa productrice, Norika Sora, avec laquelle il vivait depuis les années 1990 et dont il a deux enfants. De 1990 à 2020, Sakamoto vit principalement à New York avant de retourner vivre à Tokyo.

### Mort
En 2014, il lui est diagnostiqué un cancer de la gorge qui l'oblige à arrêter temporairement sa carrière musicale. Le cancer soigné, Sakamoto entre en rémission et revient, en 2015, pour signer la musique du film The Revenant du réalisateur Alejandro González Iñárritu, avec Leonardo DiCaprio dans le rôle principal. En janvier 2021, il annonce sur son site Internet être atteint d'un cancer colorectal.
Ryūichi Sakamoto meurt le 28 mars 2023 dans un hôpital de Tokyo. Sa mort est annoncée le 2 avril,,.

## Discographie

### Yellow Magic Orchestra

#### Albums studio
- 1978 : Yellow Magic Orchestra
- 1979 : Solid State Survivor
- 1980 : X∞ Multiplies
- 1981 : BGM
- 1981 : Technodelic
- 1983 : Naughty Boys
- 1983 : Naughty Boys Instrumental
- 1983 : Service
- 1993 : Technodon

#### Albums Live
- 1979 : Faker Holic YMO World Tour Live
- 1980 : Public Pressure
- 1984 : After Service
- 2001 : One More YMO : The Best of YMO Live
- 2008 : Gijon YMO - Live in Gijon 19.6.08
- 2008 : London YMO - Live in London

#### Compilations
- 2000 : YMO Go Home! : The Best of Yellow Magic Orchestra
- 2003 : UC YMO : Ultimate Collection of Yellow Magic Orchestra
- 2005 : L-R TRAX Live & Rare Tracks
- 2011 : YMO

### Human Audio Sponge
- 2006 : Live In Barcelona - Tokyo

### Albums collectifs
- 2001 : Zero Landmines
- 2022 : For Ukraine (volume 2)

### Collaborations
- 1975 : Disappointment-Hateruma de Toshiyuki Tsuchitori
- 1978 : Paraiso de Haruomi Hosono
- 1979 : Summer Nerves de Kakutougi Session
- 1982 : The End of Asia avec Danceries
- 1982 : The Arrangement de Robin Scott
- 1982 : Miłości Wszystko Wybaczy de Tokiko Kato
- 1983 : Chanconette Tedesche avec Danceries
- 1993 : Asian Games (live) avec Yōsuke Yamashita et Bill Laswell
- 2001 : Casa avec Morelenbaum² en hommage à Antônio Carlos Jobim
- 2001 : Morelenbaum²/Sakamoto "Live in Tokyo" (live) avec Morelenbaum²
- 2002 : Vrioon avec Alva Noto
- 2003 : A Day in New York avec Morelenbaum²
- 2005 : Insen avec Alva Noto
- 2005 : Sala Santa Cecilia (live) avec Fennesz
- 2007 : Ocean Fire avec Christopher Willits
- 2007 : Cendre avec Fennesz
- 2008 : utp_(live) avec Alva Noto et Ensemble Modern
- 2010 : UTAU avec Taeko Onuki
- 2011 : Summvs avec Alva Noto
- 2011 : Flumina avec Fennesz
- 2012 : Ancient Future avec Christopher Willits
- 2012 : Three avec Jaques Morelenbaum et Judy Kang
- 2012 : Snow, Silence, Partially Sunny (live) avec Sachiko M
- 2013 : Disappearance avec Taylor Deupree
- 2015 : Perpetual avec Taylor Deupree et Illuha
- 2018 : Glass avec Alva Noto
- 2018 : Glenn Gould Gathering (live) avec Alva Noto, Nilo, Fennesz, Francesco Tristano
- 2019 : TWO: Live at Sydney Opera House (live) avec Alva Noto
- 2019 : Live in London (live) avec Taylor Deupree
- 2023 : Snooze d'Agust D

### Solo

#### Albums studio
- 1978 : Thousand Knives
- 1980 : B-2 Unit
- 1981 : Left Handed Dream
- 1983 : Coda
- 1984 : Ongaku Zukan (Album ressorti internationalement en 1986 sous le titre Illustrated musical encyclopedia)
- 1985 : Esperanto
- 1986 : Futurista
- 1987 : Neo geo
- 1989 : Fantasy of Light and Life
- 1989 : Beauty
- 1991 : Heartbeat
- 1994 : Sweet Revenge
- 1995 : Smoochy
- 1996 : 1996
- 1997 : Discord
- 1997 : Music for Yohji Yamamoto: Collection, 1995
- 1999 : BTTB (Back To The Basic)
- 2002 : Comica
- 2002 : Elephantism
- 2004 : Chasm
- 2004 : /04
- 2005 : /05
- 2006 : Bricolages (Album de remix)
- 2009 : Out of noise
- 2016 : Plankton (music for an installation)
- 2017 : Async
- 2018 : Async - Remodels (Album de remix)
- 2022 : To the Moon and Back (Album de remix)
- 2023 : 12
- 2024 : Opus (Milan)

#### Singles et EP
| Année | Nom du morceau                                     | Album                            |
| ----- | -------------------------------------------------- | -------------------------------- |
| 1980  | "Riot in Lagos"                                    | B-2 Unit                         |
| 1980  | "War Head"                                         | -                                |
| 1981  | "Computer Obaachan" (avec Syuko Sakai)             | Tiré d'une émission de la NHK    |
| 1981  | "Front Line"                                       | -                                |
| 1982  | "Ike Nai Rouge Magic" (avec Kiyoshiro Imawano)     | -                                |
| 1982  | "Bamboo Houses" (avec David Sylvian)               | -                                |
| 1982  | "The Arrangement" (avec Robin Scott)               | -                                |
| 1983  | "Life in Japan"                                    | -                                |
| 1983  | "Forbidden Colours" (avec David Sylvian)           | Furyo                            |
| 1983  | "Merry Christmas Mr. Lawrence"                     | Furyo                            |
| 1985  | "Field Work" (avec Thomas Dolby)                   | -                                |
| 1985  | "Steppin' into Asia" (avec Akiko Yano)             | -                                |
| 1986  | "G.T."                                             | Futurista                        |
| 1986  | "Neo-Plant" (avec Koharu Kisaragi)                 | -                                |
| 1987  | "Risky" (avec Iggy Pop)                            | Neo Geo                          |
| 1987  | "The Dernier Empereur" (avec David Byrne)          | Le Dernier Empereur              |
| 1987  | "Behind the Mask"                                  | -                                |
| 1989  | "Undo #1"                                          | -                                |
| 1990  | "We Love You"                                      | Beauty                           |
| 1990  | "You Do Me" (avec Jill Jones)                      | Beauty ( version internationale) |
| 1992  | "Heartbeat (Tainai Kaiki II)" (avec David Sylvian) | Heartbeat                        |
| 1994  | "Moving On"                                        | Sweet Revenge                    |
| 1994  | "Love & Hate" (avec Holly Johnson)                 | Sweet Revenge                    |
| 1997  | "The Other Side of Love" (featuring Sister M)      | -                                |
| 1998  | "Prayer / Salvation"                               | remix                            |
| 1998  | "Anger / Grief"                                    | remix                            |
| 1999  | "– ウラBTTB"                                       | BTTB                             |
| 2000  | "Lost Child"                                       | -                                |
| 2003  | "World Citizen" (avec David Sylvian)               | Chasm                            |
| 2004  | "Undercooled"                                      | Chasm                            |
| 2005  | "Sala Santa Cecilia" (avec Fennesz)                | -                                |
| 2006  | "Revep" (avec Alva Noto)                           | -                                |
| 2008  | "Koko"                                             | UTAI                             |
| 2018  | "Ff2"                                              | -                                |
| 2019  | "エナジー風呂 / Energy Flow" (avec U-zhann)        | -                                |
| 2021  | "Tong Poo for JUNYA WATANABE"                      | -                                |
| 2022  | "Ieta"                                             | -                                |
| 2022  | "Freeflow" (avec Alex Heffes)                      | -                                |
| 2022  | "Suite for Krug in 2008"                           | -                                |
| 2022  | "After Yang"                                       | -                                |
| 2022  | "Thousand Knives (Thundercat Remodel)"             | To the Moon and Back             |

#### Albums Live
| Année | Album |
| ----- | --- |
| 1986  | Media Bahn Live - Sortie: 21 septembre 1986 - Label: Midi - Format: LP                                                        |
| 1988  | Playing the Orchestra - Sortie: 16 décembre 1988 - Label: Virgin Records - Format: LP                                         |
| 1997  | Discord - Sortie: 2 juillet 1997 - Label: Güt - Format: CD                                                                    |
| 1999  | Cinemage - Sortie: 1999 - Label: Sony Classical Records - Format: LP                                                          |
| 2000  | Audio Life - Sortie: 23 février 2000 - Label: Warner Music Japan - Format: LP                                                 |
| 2001  | In The Lobby: At G.E.H. in London - Sortie: 22 mars 2001 - Label: Warner Music Japan - Format: LP                             |
| 2009  | Playing the Piano - Sortie: 23 septembre 2009 - Label: Commmons - Format: 2 CD                                                |
| 2011  | playing the piano usa 2010 / Korea 2011 - ustream viewers selection - Sortie: 14 décembre 2011 - Label: Commmons - Format: CD |
| 2013  | Playing the Orchestra 2013 - Sortie: 11 décembre 2013 - Label: Commmons - Format: CD                                          |
| 2020  | Playing the Piano 12122020 - Sortie: 12 décembre 2020 - Label: KAB America Inc. - Format: LP                                  |
| 2021  | Garden Of Shadows And Light (avec David Toop) - Sortie: 9 juillet 2021 - Label: ThirtyThree Records - Format: LP              |

#### Bandes originales
| Année | Titre                                                   | Type                                                                                          | Notes |
| ----- | ------------------------------------------------------- | --------------------------------------------------------------------------------------------- | --- |
| 1983  | Daijōbu, My Friend                                      | Film de Ryū Murakami                                                                          | |
| 1983  | Furyo                                                   | Film de Nagisa Ōshima                                                                         | |
| 1984  | Propaganda: A Y.M.O. Film                               | Film de Makoto Satō                                                                           | Participation                                                                                            |
| 1986  | Les Aventures de Chatran (Koneko monogatari)            | Film de Masanori Hata                                                                         | |
| 1987  | Les Ailes d'Honnéamise                                  | Film de Hiroyuki Yamaga                                                                       | |
| 1987  | Le Dernier Empereur                                     | Film de Bernardo Bertolucci                                                                   | |
| 1989  | Tengai Makyou: Ziria                                    | Jeu vidéo PC-Engine                                                                           | |
| 1989  | Black Rain                                              | Film de Ridley Scott                                                                          | Morceau Laser Man                                                                                        |
| 1989  | New 23                                                  | Télévision                                                                                    | |
| 1990  | Un thé au Sahara                                        | Film de Bernardo Bertolucci                                                                   | |
| 1990  | La Servante écarlate                                    | Film de Volker Schlöndorff                                                                    | |
| 1992  | Talons aiguilles (Tacones lejanos)                      | Film de Pedro Almodóvar                                                                       | |
| 1992  | Les Hauts de Hurlevent                                  | Film de Peter Kosminsky                                                                       | |
| 1992  | Tokyo Decadence (Topâzu)                                | Film de Ryū Murakami                                                                          | |
| 1992  | El Mar Mediterrani                                      | Composition pour la cérémonie des jeux olympiques d'été de 1992                               | |
| 1993  | Peachboy                                                | Téléfilm                                                                                      | |
| 1993  | Wild Palms                                              | Série télé d'Oliver Stone et Bruce Wagner                                                     | |
| 1994  | Little Buddha                                           | Film de Bernardo Bertolucci                                                                   | |
| 1994  | Japanese Soccer Anthem                                  | Morceau diffusé au début des matchs de football sponsorisés par la Japan Football Association | |
| 1995  | Wild Side                                               | Film de Donald Cammell                                                                        | |
| 1997  | The Other Side Of Love                                  | Épisode de Stalker: Nigekirenu ai                                                             | |
| 1998  | Dreamcast                                               | Musique de démarrage de la console                                                            | |
| 1998  | Snake Eyes                                              | Film de Brian De Palma                                                                        | |
| 1998  | Love Is the Devil                                       | Film de John Maybury                                                                          | |
| 1999  | Tabou (Gohatto)                                         | Film de Nagisa Ōshima                                                                         | |
| 1999  | Poppoya                                                 | Film de Yasuo Furuhata                                                                        | Thème principal uniquement                                                                               |
| 1999  | LIFE                                                    | Opéra de Ryūichi Sakamoto lui-même                                                            | Disponible en DVD uniquement                                                                             |
| 2000  | L.O.L.: Lack of Love                                    | Jeu vidéo Dreamcast                                                                           | Compositeur et scénariste                                                                                |
| 2000  | Eien no ko                                              | Télévision                                                                                    | |
| 2002  | Femme fatale                                            | Film de Brian De Palma                                                                        | |
| 2002  | Century of Reform                                       |                                                                                               | |
| 2002  | Derrida                                                 | Film documentaire de Kirby Dick et Amy Ziering Kofman                                         | Certains morceaux sont sortis sur la compilation Minha Vida Como Un Filme (2002)                         |
| 2002  | Alexei and the Spring                                   |                                                                                               | Certains morceaux sont sortis sur la compilation Minha Vida Como Un Filme (2002)                         |
| 2003  | Japanese Story                                          | Film de Sue Brooks                                                                            | Morceau Chinsagu no hana remixé par Elizabeth Drake                                                      |
| 2004  | Seven Samurai 20XX                                      | Jeu vidéo PlayStation 2                                                                       | |
| 2004  | Appleseed                                               | Film de Shinji Aramaki                                                                        | Co-composé avec Paul Oakenfold et T.Raumschmiere                                                         |
| 2004  | Tony Takitani                                           | Film de Jun Ichikawa                                                                          | |
| 2005  | Shining Boy & Little Randy                              | Film de Shunsaku Kawake                                                                       | |
| 2006  | Dawn of Mana                                            | Jeu vidéo PlayStation 2                                                                       | |
| 2006  | Babel                                                   | Film de Alejandro González Iñárritu                                                           | Remix des morceaux Bibo no aozora, Only Love Can Conquer Hate et World Citizen (I Won't Be Disappointed) |
| 2007  | Soie (Silk)                                             | Film de François Girard                                                                       | |
| 2008  | Indigo                                                  | Cours-métrage                                                                                 | |
| 2009  | Women Without Men (Zanan-e bedun-e mardan)              | Film de Shirin Neshat et Shoja Azari                                                          | |
| 2011  | Dhobi Ghat                                              | Film de Kiran Rao                                                                             | Titre You With Me                                                                                        |
| 2011  | Hara-Kiri : Mort d'un samouraï                          | Film de Takashi Miike                                                                         | |
| 2011  | Uchû News                                               | Télévision                                                                                    | |
| 2012  | Atarashii kutsu o kawanakucha - I Have to Buy New Shoes | Film de Erika Kitagawa                                                                        | Avec Kotringo                                                                                            |
| 2015  | Haha to kuraseba                                        | Film de Yōji Yamada                                                                           | Album sorti en 2016 sous le titre alternatif Nagasaki: Mémoires de mon fils.                             |
| 2015  | The Revenant                                            | Film de Alejandro González Iñárritu                                                           | Avec Alva Noto et une musique additionnelle de Bryce Dessner                                             |
| 2016  | Any Other Normal                                        | Film de Brock Labrenz                                                                         | |
| 2016  | Rage (怒り, Ikari)                                      | Film de Lee Sang-il                                                                           | |
| 2017  | Star Sand                                               | Film de Roger Pulvers                                                                         | |
| 2017  | The Fortress                                            | Film de Hwang Dong-hyeok                                                                      | |
| 2017  | Call Me by Your Name                                    | Film de Luca Guadagnino                                                                       | Morceaux "M.A.Y. in the Backyard" et "Germination"                                                       |
| 2018  | Your Face                                               | Documentaire tawaïnais                                                                        | |
| 2018  | My Tyrano: Together, Forever                            | Film de Kōbun Shizuno                                                                         | |
| 2019  | Smithereens                                             | Épisode de la série Black Mirror                                                              | |
| 2019  | Paradise Next                                           | Film de Yoshihiro Hanno                                                                       | |
| 2019  | Proxima                                                 | Film d'Alice Winocour                                                                         | |
| 2020  | The Staggering Girl                                     | Cours métrage de Luca Guadagnino                                                              | |
| 2020  | Minamata                                                | Film d'Andrew Levitas                                                                         | |
| 2020  | Love After Love                                         | Film de Ann Hui                                                                               | |
| 2021  | Beckett                                                 | Film de Ferdinando Cito Filomarino                                                            | |
| 2022  | Exception (Netflix) (en)                                | Série télé                                                                                    | |
| 2022  | After Yang                                              | Film de Kogonada                                                                              | Thème principal uniquement                                                                               |
| 2023  | L'Innocence (怪物, Kaibutsu)                            | Film de Hirokazu Kore-eda                                                                     | |

#### Compilations
| 1978                                                  | Tokyo Joe (avec Kazumi Watanabe) - Sortie: 1978 - Label: Nippon Columbia - Format: LP | -  |
| 1983                                                  | Favorite Visions - Sortie: 1983 - Label: Better Days - Format: LP                     |    |
| 1989                                                  | Gruppo Musicale - Sortie: 1989 - Label: MIDI - Format: CD                             |    |
| 1994                                                  | Soundbytes - Sortie: 17 mai 1994 - Label: Mesa/Bluemoon Recordings - Format: LP       | —  |
| 1998                                                  | The Very Best Of Güt Years 1994-1997 - Sortie: 1998 - Label: Güt - Format: CD         |    |
| 2002                                                  | Works I – CM - Sortie: 20 novembre 2002 - Label: Midi - Format: LP                    | —  |
| 2002                                                  | Minha Vida Como Un Filme                                                              | —  |
| 2003                                                  | Moto.tronic - Sortie: 11 novembre 2003 - Label: Sony Music - Format: LP               | —  |
| 2012                                                  | Complete Güt Box - Sortie: 4 décembre 2012 - Label: Güt - Format: CD                  |    |
| 2015                                                  | Year Book 2005–2014 - Sortie: 17 janvier 2015 - Label: Commmons - Format: LP          | 46 |
| 2016                                                  | Year Book 1971-1979 - Sortie: 17 janvier 2016 - Label: Commmons - Format: LP          | 77 |
| 2017                                                  | Year Book 1980-1984 - Sortie: 29 mars 2017 - Label: Commmons - Format: CD             |    |
| 2018                                                  | Year Book 1985-1989 - Sortie: 18 février 2018 - Label: Commmons - Format: CD          |    |
| "—" signifie que l'album n'est pas entré dans le top. |                                                                                       |    |

## Vidéos

### Albums Vidéos
- 1985 : TV War
- 1986 : Adelic Penguins
- 2004 : Ryuichi Sakamoto Visual Works in the Mid-Late 80's
- 2008 : LIFE-fluide.invisible.inaudible avec Shiro Takatani
- 2015 : Playing the Orchestra 2014

### Concert filmés
- 1994 : Sweet Revenge Tour
- 1995 : D&L Live at Budokan
- 1996 : Trio World Tour
- 1997 : Playing the Orchestra Live
- 2001 : Morelenbaum²/Sakamoto : Live in Tokyo 2001
- 2004 : Morelenbaum²/Sakamoto : Three Years
- 2006 : Insen Live (avec Alva Noto)
- 2008 : Playing the Piano /05
- 2015 : Trio Tour 2012 Japan

## Filmographie

### Comme compositeur
Voir à bandes originales

### Comme acteur
- 1983 : Furyo, de Nagisa Ōshima : le capitaine Yonoi
- 1984 : Propaganda: A Y.M.O. Film de Makoto Satō : lui-même
- 1987 : Le Dernier Empereur, de Bernardo Bertolucci : Masahiko Amakasu
- 1998 : New Rose Hotel, d'Abel Ferrara : un homme d'affaires japonais

## Distinctions

### Récompenses
- 1983 : meilleure musique de film pour Furyo à la British Academy of Film and Television Arts[77]
- 1984 : prix Mainichi de la meilleure musique de film pour Furyo[106]
- 1987 : Oscar de la meilleure musique de film pour Le Dernier Empereur
- 1987 : Golden Globe de la meilleure musique de film pour Le Dernier Empereur
- 1987 : Grammy Award de la meilleure bande originale de film pour Le Dernier Empereur
- 1990 : Golden Globe de la meilleure musique de film pour un thé au Sahara
- 1997 :Grand Prix Ars Electronica pour Music Plays Images X Images Play Music[107],[108]
- 2015 : Dallas-Fort Worth Film Critics Association Award de la meilleure musique de film pour The Revenant
- 2018 : Grand Bell Awards de la meilleure musique pour The Fortress
- 2022 : Hong Kong Film Award de la meilleure bande originale pour Love after Love

### Sélections
- 1984 : prix de la meilleure musique de film pour Furyo aux Japan Academy Prize[109]
- 1987 :  meilleure musique de film pour Le Dernier Empereur à la British Academy of Film and Television Arts.
- 1995 : Grammy Award de la meilleure bande originale de film pour Little Buddha
- 2012 : Asian Film Awards du meilleur compositeur pour Hara-Kiri : Mort d'un samouraï
- 2015 :  meilleure musique de film pour The Revenant à la British Academy of Film and Television Arts.
- 2015 : Golden Globe de la meilleure musique de film pour The Revenant
- 2015 : Grammy Award de la meilleure bande originale de film pour The Revenant
- 2017 : Asian Film Awards du meilleur compositeur pour Rage

### Décorations
- 2009 : Officier de l'Ordre des Arts et des Lettres
- 2013 – Golden Pine Award (Lifetime Achievement), au festival international du film de Samobor[110]